# Katolicsanszki katekizmus z glávnimi zgodbami biblije
Katolicsanszki katekizmus z glávnimi zgodbami biblije (Katoliški katekizem z glavnimi zgodbami biblije) je prekmurski katoliški katekizem avtorja Jožefa Sakoviča iz leta 1907. Čeprav ga je Sakovič napisal še z madžarskim črkopisom, je v prvem desetletju 20. stoletja  že prestopil k slovenski abecedi.
Katekizem je bil vse bolj potreben, saj je leta 1888 izšel madžarski dvojezični katekizem Máli katekizmus za katholicsánszke soule, s katerim naj bi pomadžarjevali ogrske Slovence. Avtor katekizma je Mikloš Lutar gančanski učitelj tudi iskrno razložil, da tako se hoče madžarskemu narodu in madžarščini v dobro šteje, ker Jožef Borovnjak, Ferenc Ivanoci in Janoš Murkovič ne dovolijo z njihovim delom, naj Slovenci postajo Madžari in trudijo vpeljati slovensko abecedo. Sakovič je tudi zaradi tega delal, naj ogrski Slovenci med Muro in Rabo naj bliže pridejo k Slovencem na Kranjskem in Štajerskem, ker tako lahko se potepajo madžarizacijo.
Sakovič je pravzaprav namesto Küzmičevega katekizma napisal nov katekizem, ker na začetku 20. stoletja so se tokovi pojavili v katoliški dogmatiki. 
Sakovič je imel natančno izdelan jezikovni sistem, ki se ga je vseskozi zvesto držal. Za osnovo je vzel dolinsko-prekmursko narečje. Ob živem ljudskem jeziku se je posluževal tudi starega slovenskega besedja, privzetega iz prekmurske knjižne tradicije, kot napr. verevadlüványe, dugoványe, zvelicsitel, lübéznoszt, itn. Iz Gorička je privzel le pičlo število besed, v glavnem tiste, ki jih je vsebovala že Jožef Klekl st., kakor lahko vidimo v novem prekmurskem molitveniku Hodi k oltarskomi svestvi. Ohranil je tudi nekaj kajkavskih besed, ki jih je vsebovala že stara prekmurska knjižna norma (bogarodica, ostavleni). V izboru najbolj uporabjanih besed se je bližal slovenskemu knjižnemu jeziku (rabiti, devica, govoriti).
32. Jezus je v nebésza sztopo.

1. Jezus sze je po szvojem gorsztanenji na stirideszéti den zadnjikrát szkázao szvojim apostolom. I tê njim je pravo: „Vcsite vsze národe i okrsztite je vu Iméni Ocsé i Szina i Düha Szvétoga!”

2. Potom je Jezus pelao vucsenike na Olivszko goro. Tam je blagoslovo njé i gor sze je zdigno v nebésza. Apostolje szo za Jezusom glédali, ali naszkori ga je oblák zakrio od njihovih ocsih.

3. Teda szta sze szkázala dvá angela i pravila: „Ka glédate na nébo? Té Jezus tak pride znovics, kak szte ga zdaj vidili iti vu nebésza.”
Katekizem je izdalo Društvo Svetega Štefana v Budimpešti, kakor tudi drugo in tretjo izdajo leta 1909 in 1943. Skupaj z drugo izdajo je leta 1909 prav tako izšel novi katoliški katekizem Ivana Baše: Katolicsanszki katekizmus za solare.
- Prva trda stran iz leta 1907.
- Druga lahka stran (1909)
- Jezusovo vnebovzetje (druga izdaja iz leta 1909)
- Druga izdaja (1909) – prva trda stran.
- Zadnja izdaja (1943).